# Coburg 2000
El HSC Coburg 2000 es un club de balonmano alemán de la ciudad de Coburg. Fue fundado en el año 2000 y consiguió su primer ascenso a la Bundesliga en el año 2016.